# Championnat américain de course automobile
Le championnat américain de course automobile (en anglais : American Championship car racing), également nommé aujourd'hui IndyCar Series est une compétition de course automobile se déroulant majoritairement aux États-Unis. En 2015, le championnat est géré par l'IndyCar.
Depuis 1902, des courses se déroulent aux États-Unis et en 1905, le National Championship (Championnat National en français) récompense le meilleur pilote. Les 500 miles d'Indianapolis, dont la première édition se tient en 1911, est l'événement phare du championnat.
Les monoplaces pouvant participer rentrent dans la catégorie des monoplaces de Formule Indy (ou IndyCar) et sont généralement similaires à ceux de la Formule 1, malgré quelques différences.

## Historique

### AAA (1902-1955)
Le Championnat National fut, à ses débuts, organisé par l'Association américaine des automobilistes (AAA). En 1902, l'AAA utilise les règles de l'Automobile Club de l'Amérique (ACA), mais à partir de 1903 instaure ses propres règles de course et inaugure une première saison de championnat pour voitures de course en 1905. Barney Oldfield fut le premier vainqueur. Durant la période 1906-1915, de simples courses eurent lieu sans être regroupées au sein d'un championnat unique. Des documents officiels considèrent l'année 1916 comme la deuxième saison de championnat. Des années plus tard, rétrospectivement, des titres furent décernés pour les périodes 1902-1904, 1906-1915, et 1917-1919 mais sont considérés comme non officiels par les historiens accrédités.
Les courses n'ont pas cessé aux États-Unis au cours de la Première Guerre mondiale, mais le Championnat National fut suspendu, ainsi que les 500 miles d'Indianapolis, lors des années 1917-1918 à cause de la guerre. En 1920, le championnat a repris officiellement malgré le climat économique difficile de la Grande Dépression. Peu de temps après l'attaque de Pearl Harbor, toutes les courses automobiles ont été suspendues pendant la Seconde Guerre mondiale. De 1942 à 1945 aucun événement n'a eu lieu, notamment à cause de l'interdiction faite par le gouvernement des États-Unis pour des raisons de rationnement. La compétition est relancée en 1946.
L'AAA cesse de participer aux compétitions automobiles à la fin de la saison 1955 à la suite d'une série d'accidents mortels, tel que celui de Bill Vukovich à Indianapolis, et à l'accident des 24 Heures du Mans 1955.

### USAC (1956-1978)
Le Championnat National fut repris par le United States Auto Club (USAC), un nouvel organisme dirigé par le propriétaire de l'Indianapolis Motor Speedway, Tony Hulman. Le Championnat continua de croître en popularité dans un environnement stabilisé depuis plus de deux décennies, avec les deux disciplines traditionnelles sur pistes ovales pavées ou en terre. Durant les années 1950, les Indy Roadsters sont les voitures dominantes sur pavés, tandis que Champ Cars "upright" dominent les pistes en terre. Dans les années 1960, les conducteurs et les propriétaires des équipes commencent à utiliser les voitures de série de type roadster avec le moteur situé à l'avant, ou des monoplaces avec le moteur à l'arrière. La technologie, la vitesse, et les dépenses augmentent rapidement à cette époque. Les pistes ovales continues d'être majoritaires, mais quelques courses sur route sont ajoutées.
Durant les années 1970, l'augmentation des coûts conduit une partie des propriétaires à quitter le sport. Les équipes dominantes sont à cette époque Penske, Patrick, Gurney et McLaren, toutes dirigées par des personnes ayant des antécédents de course sur route. À la suite des nombreux désaccords entre ces équipes et l'USAC, les événements autre que l'Indianapolis 500 souffrent d'une faible fréquentation et ont peu ou pas de couverture à la télévision.
À la fin de la décennie, plusieurs propriétaires envisagent la création d'un nouvel organisme. À la suite de la mort de Tony Hulman président de l'Indianapolis Motor Speedway et fondateur de l'USAC, à l'automne 1977. et la mort de huit fonctionnaires importants de l'USAC tués dans un accident d'avion à la fin de 1978, les propriétaires fondent le Championship Auto Racing Team (CART).

### CART & USAC (1979-2004)
Le Championship Auto Racing Teams formé par la plupart des propriétaires d'équipes existantes, est aidé à ses débuts par le Sports Car Club of America. Par conséquent, deux championnats nationaux se déroulent simultanément gérés par l'USAC d'un côté et le CART de l'autre, l'Indianapolis 500 restant sanctionné par l'USAC. Les meilleures équipes étant dans le championnat CART, celui-ci devint rapidement le championnat national le plus prestigieux. En 1979, à la suite d'une décision de justice les équipes de CART sont autorisées à évoluer durant l'Indy 500.
En 1980, USAC et CART tentent de regrouper les courses dans le Championnat Racing League (CRL), mais la direction de l'Indianapolis Motor Speedway rejette cette idée. En 1981-1982, l'Indianapolis 500 reste sanctionné par l'USAC, mais le championnat national prééminent était maintenant celui du CART. À partir de 1985, les 500 miles d'Indianapolis restent la seule épreuve comptant pour le championnat USAC : le vainqueur de cette course reçoit ainsi le titre de Champion.
En 1996, Tony George petit-fils de Tony Hulman, président de l'Indianapolis Motor Speedway crée l'Indy Racing League (IRL) qui remplace l'USAC afin d'établir un championnat censé relever la renommée de l'Indianapolis 500, qui voit l'exclusion de nombreuses équipes CART cette année-là.
En mars 1996, le CART porte plainte contre l'Indianapolis Motor Speedway afin de protéger leur licence pour la marque IndyCar que l'Indianapolis Motor Speedway tentait de suspendre. En avril, l'IMS dépose une plainte contre le CART pour les empêcher de continuer à utiliser la marque. Finalement, un accord a été conclu dans laquelle la CART accepte de renoncer à utiliser la marque IndyCar mais que l'IRL ne peut pas l'utiliser avant la fin de la saison 2002.
Le Championnat CART reste dominant mais à partir de 2000, les équipes commencent à revenir à l'Indy 500. Le CART souffre d'une publicité négative à la suite de l'annulation de la Firestone Firehawk 600 en 2001.

### IndyCar Series & Champ Car World Series (2004-2007)
Les droits du CART sont achetés par un consortium appelé Open Wheel Racing Series (OWRS) en 2004 et le championnat est rebaptisé Champ Car Open Wheel Racing Series, et plus tard, Champ Car World Series. Cependant, l'organisme continue d'être en proie à des difficultés financières, En 2007, les principaux sponsors de la CCWS Bridgestone et Ford Motor Company annoncent qu'ils se retireront pour la saison 2008.
Pendant ce temps, l'IRL fonctionne maintenant sous le nom de l'IndyCar Series.

### IndyCar Series (à partir de 2008)
Avant le début de la saison 2008, le CCWS fait faillite et est absorbé dans l'IRL, ce qui conduit à la réunification du championnat national pour la première fois depuis 1978, sous le nom IndyCar Series.

## Caractéristiques techniques

### Châssis
À partir de 2012, le seul châssis autorisé est celui la Dallara DW12 (en).

### Moteur
Les moteurs sont des V6 2,2 L turbo ou biturbo qui fonctionnent à l'éthanol. Depuis le retrait de Lotus en 2013, seul Chevrolet et Honda équipent les monoplaces.

### Pneumatiques
Le manufacturier américain Firestone fournit toutes les écuries en pneumatiques

## Palmarès

### Par année

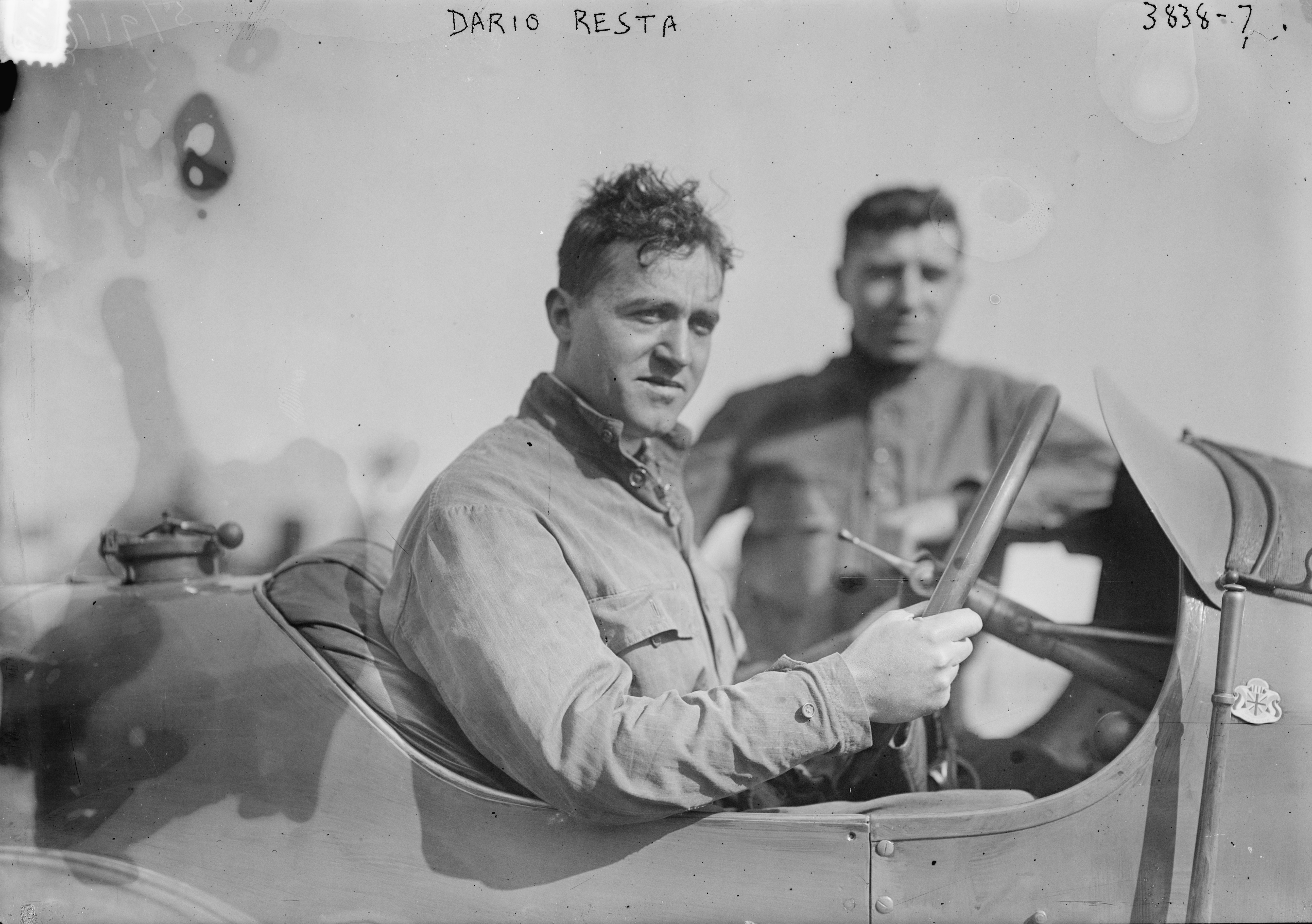
Dario Resta, Champion 1916

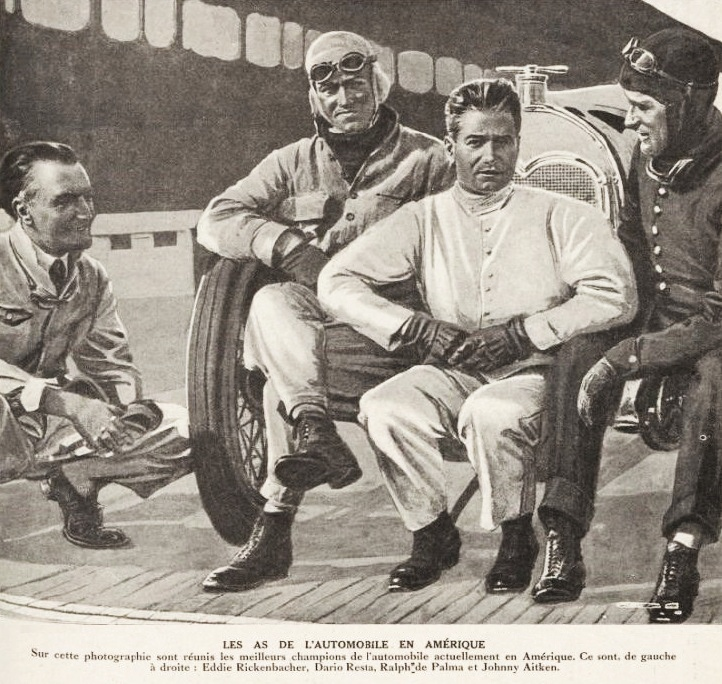
Les As de l'automobile en Amérique en 1917.

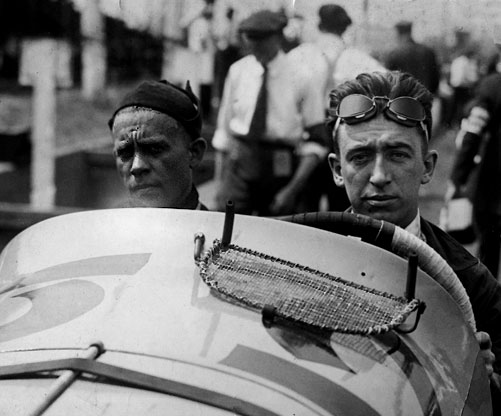
Jimmy Murphy (à droite), Champion 1921 et 1924

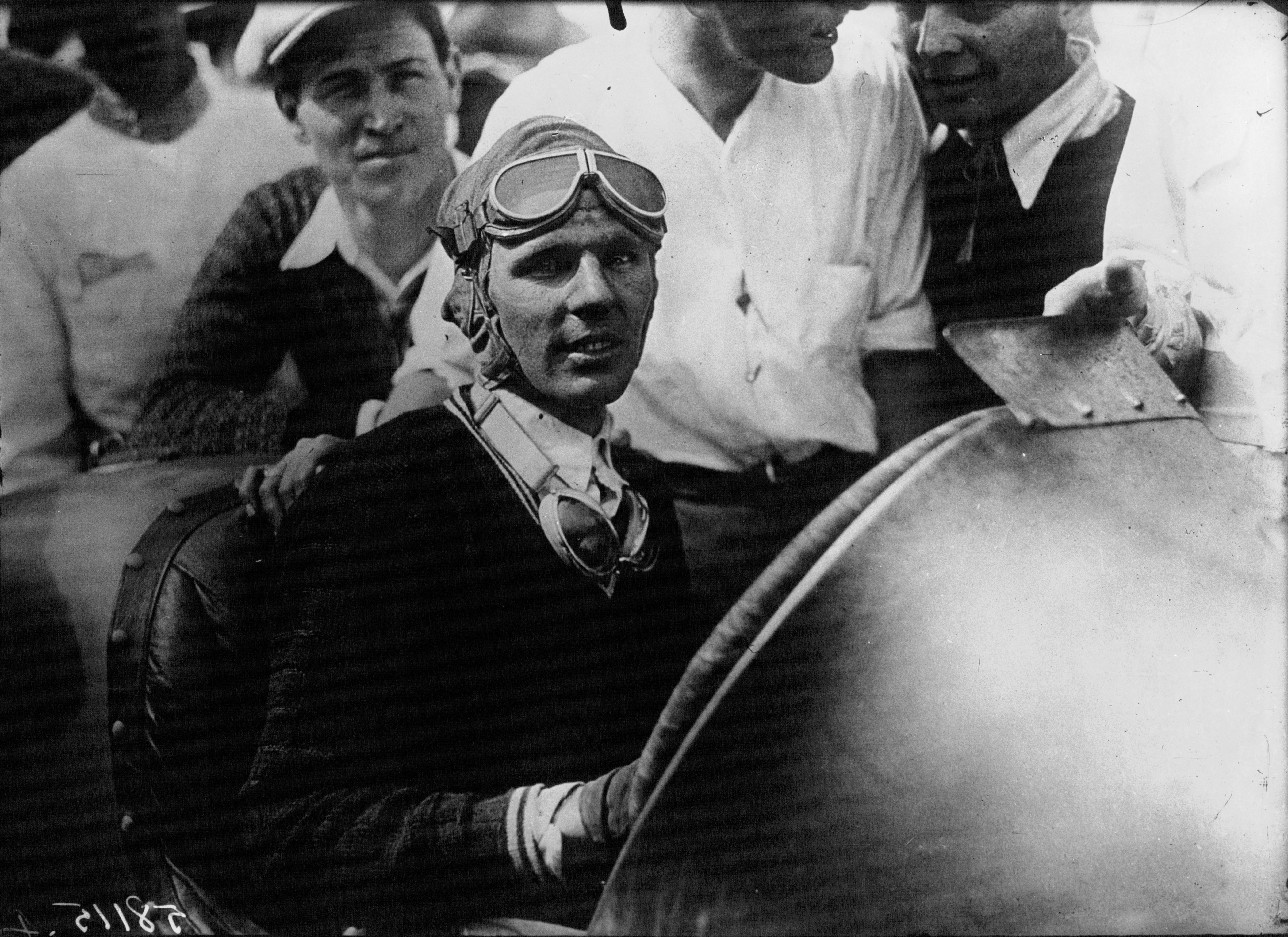
Louis Meyer, Champion en 1928, 1929 et 1933, ainsi qu'à trois Indy 500.

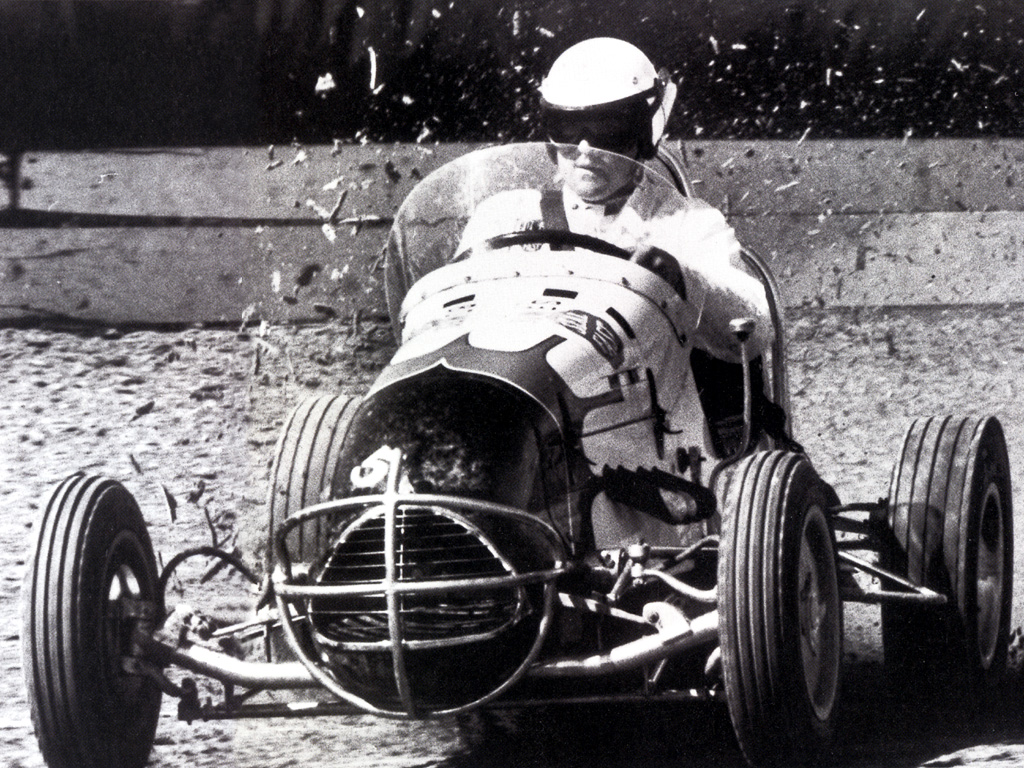
A. J. Foyt, Champion à 7 reprises (1960, 61, 63, 64, 67, 75, 79)

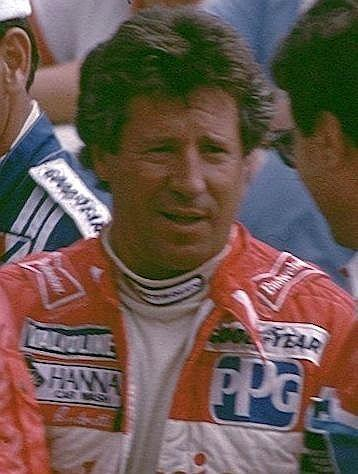
Mario Andretti; Champion 1965, 1966, 1969 et 1984

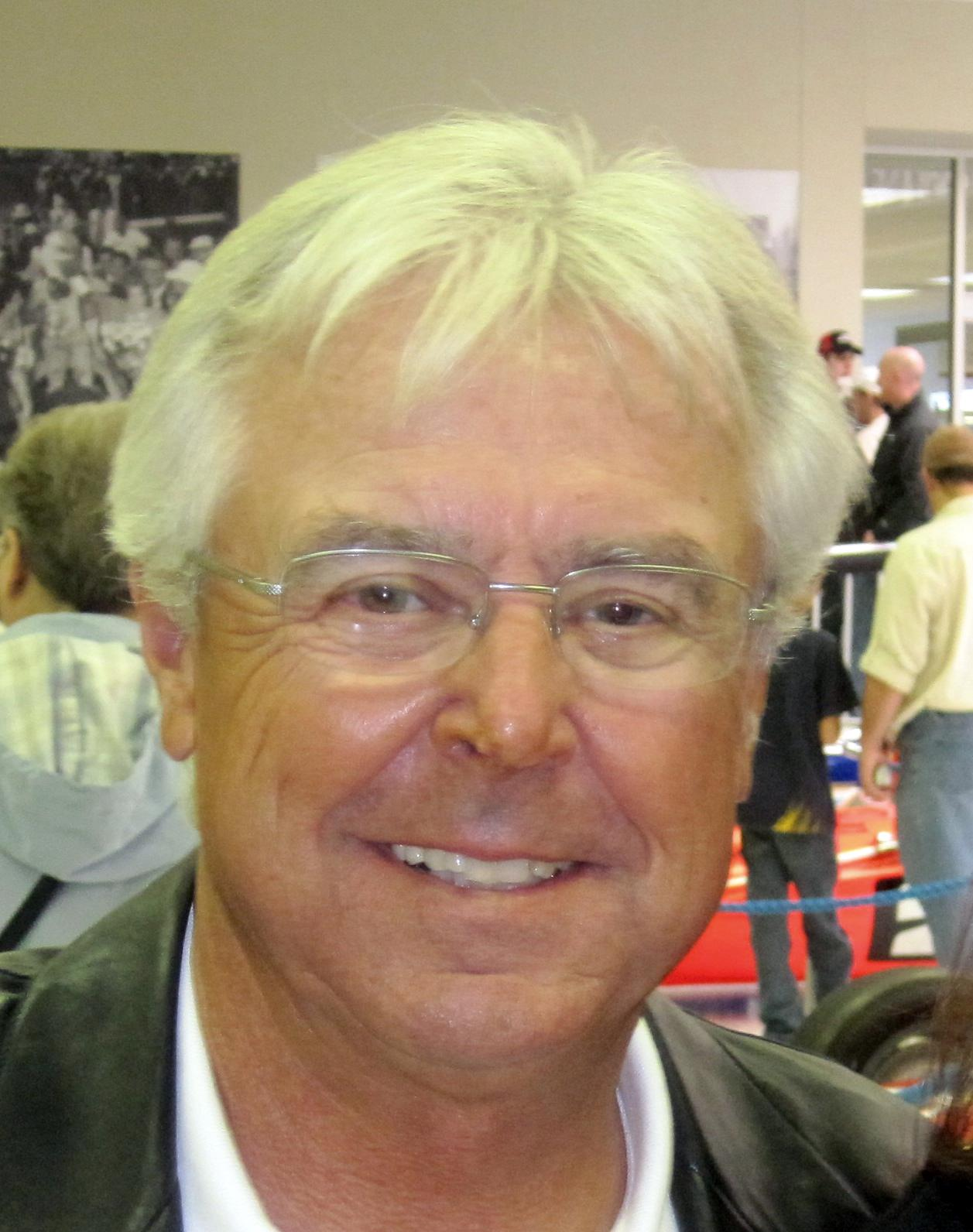
Rick Mears; Champion IndyCar 1979, 1981 et 1982

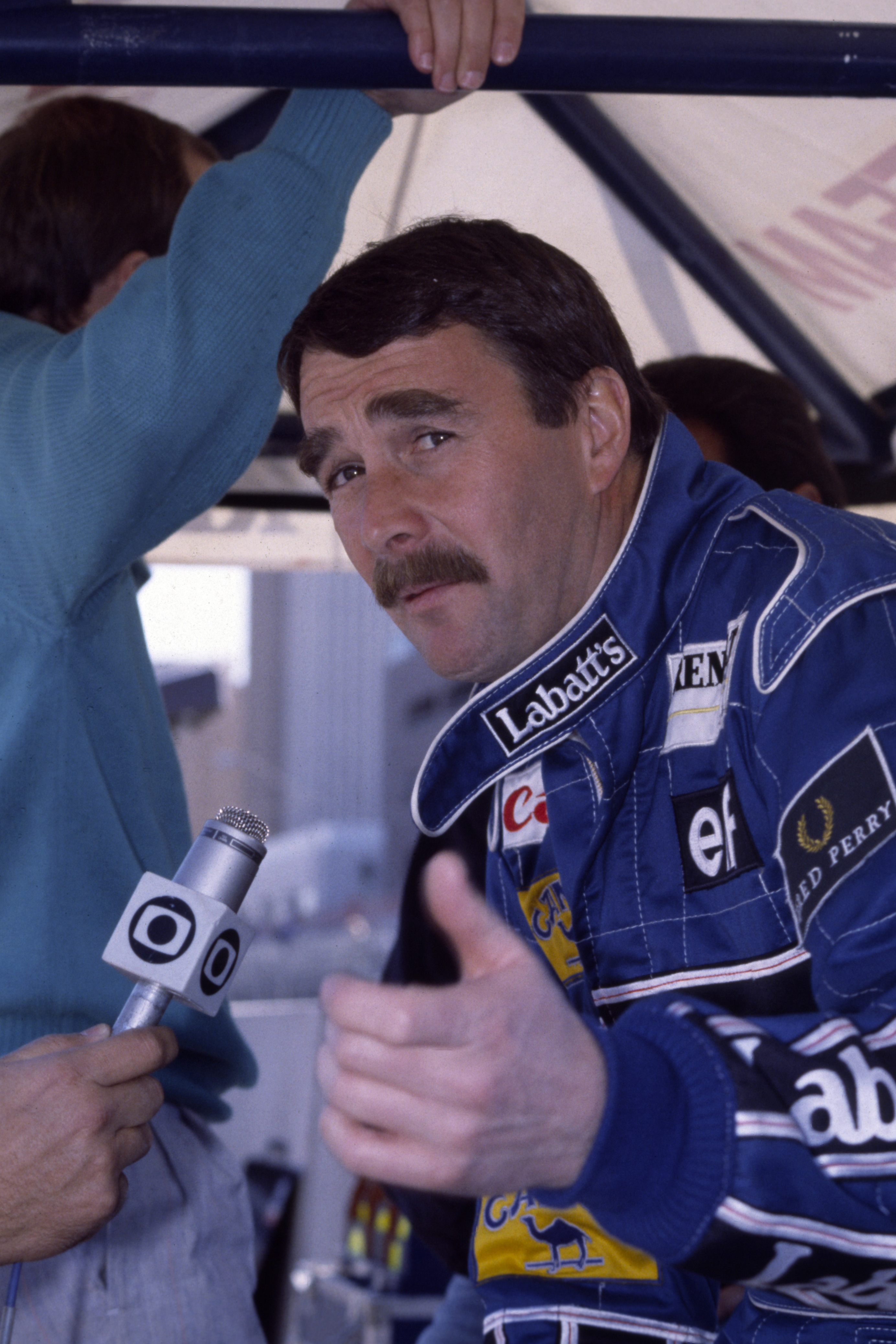
Nigel Mansell, Champion IndyCar 1993

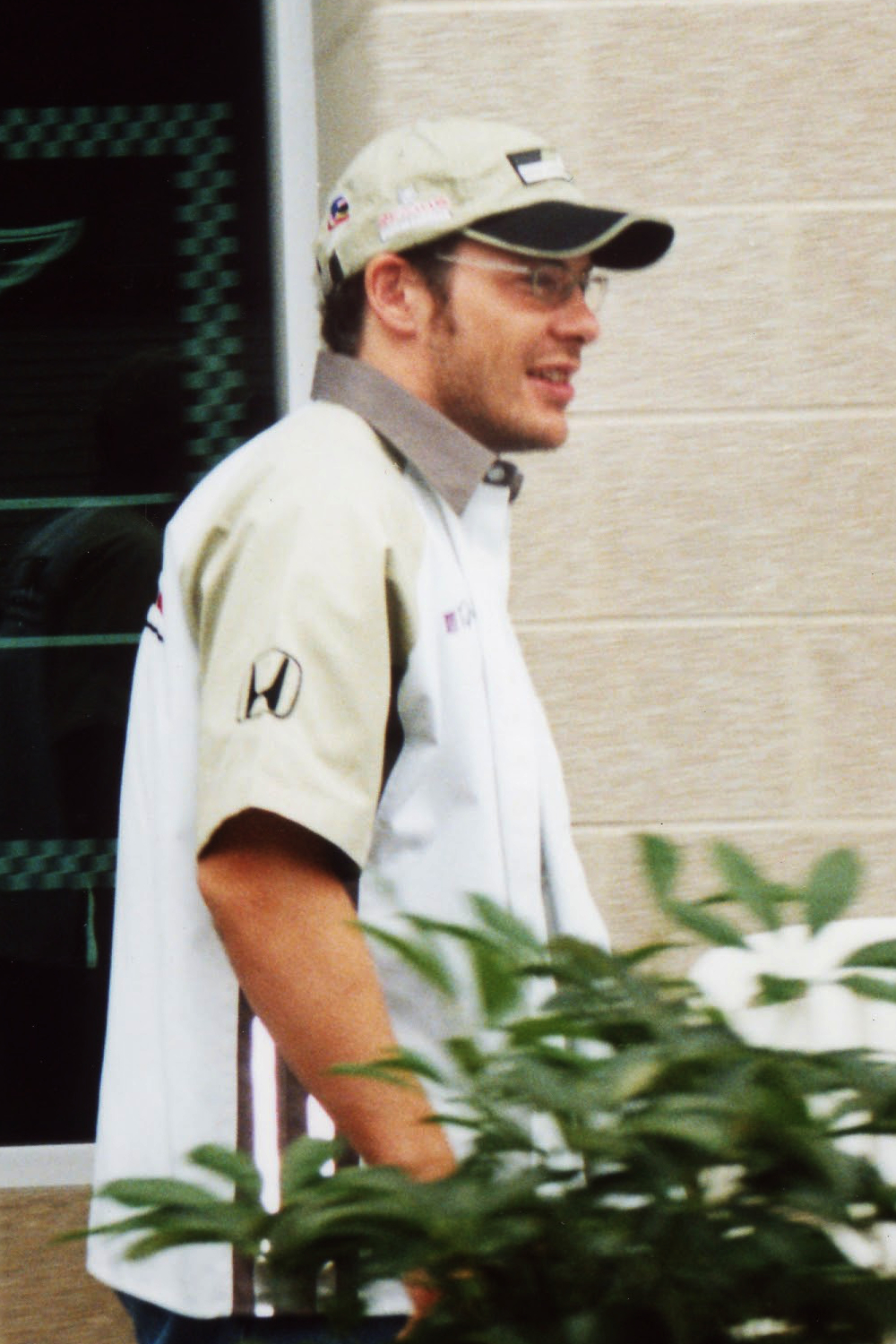
Jacques Villeneuve, Champion IndyCar 1995

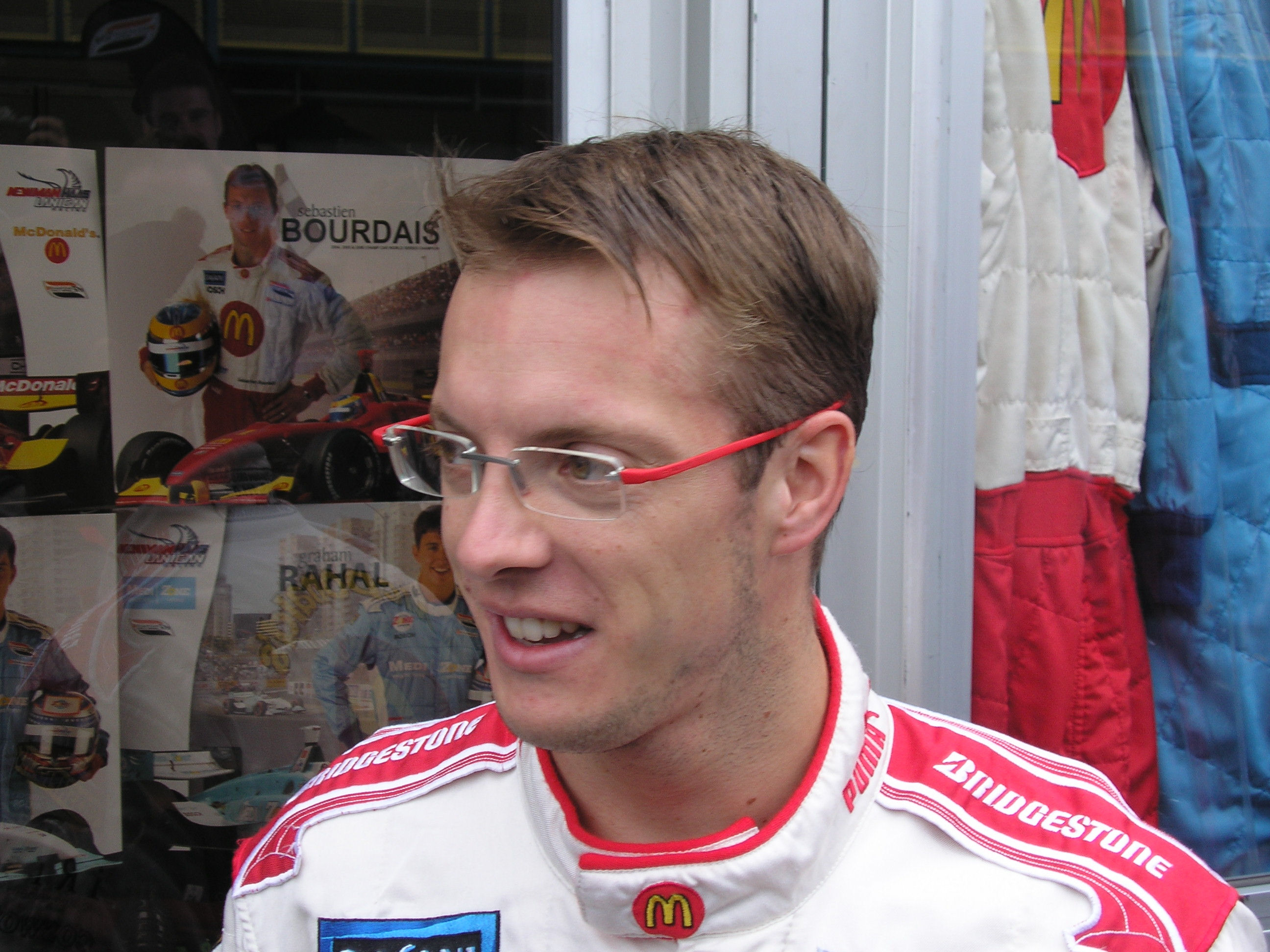
Sébastien Bourdais, Champion de Champ Car à 4 reprises (2004–2007)

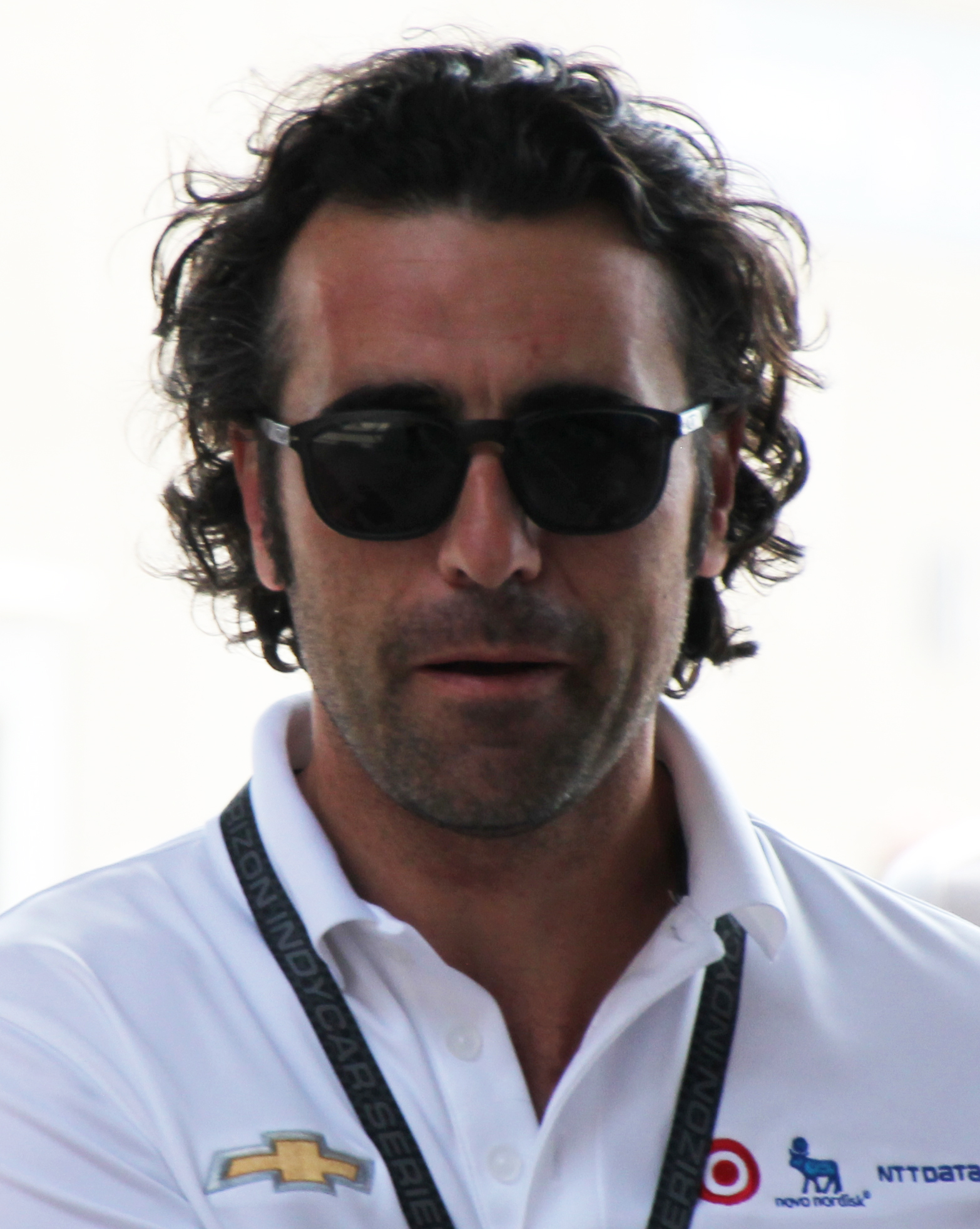
Dario Franchitti; Champion 2007, 2009, 2010 and 2011

| Année     | Vainqueur                                                                   | Vainqueur                                                                   | Vainqueur                                                                   |                                                                             |
| --------- | --------------------------------------------------------------------------- | --------------------------------------------------------------------------- | --------------------------------------------------------------------------- | --------------------------------------------------------------------------- |
| 1905      | Barney Oldfield                                                             | Barney Oldfield                                                             | Barney Oldfield                                                             |                                                                             |
| 1906–1915 | Pas de championnat de 1906 à 1908 - pas de champion officiel de 1909 à 1915 | Pas de championnat de 1906 à 1908 - pas de champion officiel de 1909 à 1915 | Pas de championnat de 1906 à 1908 - pas de champion officiel de 1909 à 1915 | Pas de championnat de 1906 à 1908 - pas de champion officiel de 1909 à 1915 |
| 1916      | Dario Resta                                                                 | Dario Resta                                                                 | Dario Resta                                                                 |                                                                             |
| 1917–1919 | Pas de champion officiel AAA (Première Guerre mondiale)                     | Pas de champion officiel AAA (Première Guerre mondiale)                     | Pas de champion officiel AAA (Première Guerre mondiale)                     | Pas de champion officiel AAA (Première Guerre mondiale)                     |
| 1920      | Gaston Chevrolet                                                            | Gaston Chevrolet                                                            | Gaston Chevrolet                                                            |                                                                             |
| 1921      | Tommy Milton                                                                | Tommy Milton                                                                | Tommy Milton                                                                |                                                                             |
| 1922      | Jimmy Murphy                                                                | Jimmy Murphy                                                                | Jimmy Murphy                                                                |                                                                             |
| 1923      | Eddie Hearne                                                                | Eddie Hearne                                                                | Eddie Hearne                                                                |                                                                             |
| 1924      | Jimmy Murphy                                                                | Jimmy Murphy                                                                | Jimmy Murphy                                                                |                                                                             |
| 1925      | Peter DePaolo                                                               | Peter DePaolo                                                               | Peter DePaolo                                                               |                                                                             |
| 1926      | Harry Hartz                                                                 | Harry Hartz                                                                 | Harry Hartz                                                                 |                                                                             |
| 1927      | Peter DePaolo                                                               | Peter DePaolo                                                               | Peter DePaolo                                                               |                                                                             |
| 1928      | Louis Meyer                                                                 | Louis Meyer                                                                 | Louis Meyer                                                                 |                                                                             |
| 1929      | Louis Meyer                                                                 | Louis Meyer                                                                 | Louis Meyer                                                                 |                                                                             |
| 1930      | Billy Arnold                                                                | Billy Arnold                                                                | Billy Arnold                                                                |                                                                             |
| 1931      | Louis Schneider                                                             | Louis Schneider                                                             | Louis Schneider                                                             |                                                                             |
| 1932      | Bob Carey                                                                   | Bob Carey                                                                   | Bob Carey                                                                   |                                                                             |
| 1933      | Louis Meyer                                                                 | Louis Meyer                                                                 | Louis Meyer                                                                 |                                                                             |
| 1934      | Bill Cummings                                                               | Bill Cummings                                                               | Bill Cummings                                                               |                                                                             |
| 1935      | Kelly Petillo                                                               | Kelly Petillo                                                               | Kelly Petillo                                                               |                                                                             |
| 1936      | Mauri Rose                                                                  | Mauri Rose                                                                  | Mauri Rose                                                                  |                                                                             |
| 1937      | Wilbur Shaw                                                                 | Wilbur Shaw                                                                 | Wilbur Shaw                                                                 |                                                                             |
| 1938      | Floyd Roberts                                                               | Floyd Roberts                                                               | Floyd Roberts                                                               |                                                                             |
| 1939      | Wilbur Shaw                                                                 | Wilbur Shaw                                                                 | Wilbur Shaw                                                                 |                                                                             |
| 1940      | Rex Mays                                                                    | Rex Mays                                                                    | Rex Mays                                                                    |                                                                             |
| 1941      | Rex Mays                                                                    | Rex Mays                                                                    | Rex Mays                                                                    |                                                                             |
| 1942–1945 | Pas de compétition (Seconde Guerre mondiale)                                | Pas de compétition (Seconde Guerre mondiale)                                | Pas de compétition (Seconde Guerre mondiale)                                |                                                                             |
| 1946      | Ted Horn                                                                    | Ted Horn                                                                    | Ted Horn                                                                    |                                                                             |
| 1947      | Ted Horn                                                                    | Ted Horn                                                                    | Ted Horn                                                                    |                                                                             |
| 1948      | Ted Horn                                                                    | Ted Horn                                                                    | Ted Horn                                                                    |                                                                             |
| 1949      | Johnnie Parsons                                                             | Johnnie Parsons                                                             | Johnnie Parsons                                                             |                                                                             |
| 1950      | Henry Banks                                                                 | Henry Banks                                                                 | Henry Banks                                                                 |                                                                             |
| 1951      | Tony Bettenhausen                                                           | Tony Bettenhausen                                                           | Tony Bettenhausen                                                           |                                                                             |
| 1952      | Chuck Stevenson                                                             | Chuck Stevenson                                                             | Chuck Stevenson                                                             |                                                                             |
| 1953      | Sam Hanks                                                                   | Sam Hanks                                                                   | Sam Hanks                                                                   |                                                                             |
| 1954      | Jimmy Bryan                                                                 | Jimmy Bryan                                                                 | Jimmy Bryan                                                                 |                                                                             |
| 1955      | Bob Sweikert                                                                | Bob Sweikert                                                                | Bob Sweikert                                                                |                                                                             |
| 1956      | Jimmy Bryan                                                                 | Jimmy Bryan                                                                 | Jimmy Bryan                                                                 |                                                                             |
| 1957      | Jimmy Bryan                                                                 | Jimmy Bryan                                                                 | Jimmy Bryan                                                                 |                                                                             |
| 1958      | Tony Bettenhausen                                                           | Tony Bettenhausen                                                           | Tony Bettenhausen                                                           |                                                                             |
| 1959      | Rodger Ward                                                                 | Rodger Ward                                                                 | Rodger Ward                                                                 |                                                                             |
| 1960      | A. J. Foyt                                                                  | A. J. Foyt                                                                  | A. J. Foyt                                                                  |                                                                             |
| 1961      | A. J. Foyt                                                                  | A. J. Foyt                                                                  | A. J. Foyt                                                                  |                                                                             |
| 1962      | Rodger Ward                                                                 | Rodger Ward                                                                 | Rodger Ward                                                                 |                                                                             |
| 1963      | A. J. Foyt                                                                  | A. J. Foyt                                                                  | A. J. Foyt                                                                  |                                                                             |
| 1964      | A. J. Foyt                                                                  | A. J. Foyt                                                                  | A. J. Foyt                                                                  |                                                                             |
| 1965      | Mario Andretti                                                              | Mario Andretti                                                              | Mario Andretti                                                              |                                                                             |
| 1966      | Mario Andretti                                                              | Mario Andretti                                                              | Mario Andretti                                                              |                                                                             |
| 1967      | A. J. Foyt                                                                  | A. J. Foyt                                                                  | A. J. Foyt                                                                  |                                                                             |
| 1968      | Bobby Unser                                                                 | Bobby Unser                                                                 | Bobby Unser                                                                 |                                                                             |
| 1969      | Mario Andretti                                                              | Mario Andretti                                                              | Mario Andretti                                                              |                                                                             |
| 1970      | Al Unser                                                                    | Al Unser                                                                    | Al Unser                                                                    |                                                                             |
| 1971      | Joe Leonard                                                                 | Joe Leonard                                                                 | Joe Leonard                                                                 |                                                                             |
| 1972      | Joe Leonard                                                                 | Joe Leonard                                                                 | Joe Leonard                                                                 |                                                                             |
| 1973      | Roger McCluskey                                                             | Roger McCluskey                                                             | Roger McCluskey                                                             |                                                                             |
| 1974      | Bobby Unser                                                                 | Bobby Unser                                                                 | Bobby Unser                                                                 |                                                                             |
| 1975      | A. J. Foyt                                                                  | A. J. Foyt                                                                  | A. J. Foyt                                                                  |                                                                             |
| 1976      | Gordon Johncock                                                             | Gordon Johncock                                                             | Gordon Johncock                                                             |                                                                             |
| 1977      | Tom Sneva                                                                   | Tom Sneva                                                                   | Tom Sneva                                                                   |                                                                             |
| 1978      | Tom Sneva                                                                   | Tom Sneva                                                                   | Tom Sneva                                                                   |                                                                             |
| Année     | USAC & IRL                                                                  | Année                                                                       | Champ Car                                                                   |                                                                             |
| 1979      | A. J. Foyt                                                                  | 1979                                                                        | Rick Mears                                                                  |                                                                             |
| 1980      | Johnny Rutherford                                                           | 1980                                                                        | Johnny Rutherford                                                           |                                                                             |
| 1981–82   | George Snider                                                               | 1981                                                                        | Rick Mears                                                                  |                                                                             |
| 1981–82   | George Snider                                                               | 1982                                                                        | Rick Mears                                                                  |                                                                             |
| 1982–83   | Tom Sneva                                                                   | 1983                                                                        | Al Unser                                                                    |                                                                             |
| 1983–84   | Rick Mears                                                                  | 1984                                                                        | Mario Andretti                                                              |                                                                             |
| 1985      | Danny Sullivan                                                              | 1985                                                                        | Al Unser                                                                    |                                                                             |
| 1986      | Bobby Rahal                                                                 | 1986                                                                        | Bobby Rahal                                                                 |                                                                             |
| 1987      | Al Unser                                                                    | 1987                                                                        | Bobby Rahal                                                                 |                                                                             |
| 1988      | Rick Mears                                                                  | 1988                                                                        | Danny Sullivan                                                              |                                                                             |
| 1989      | Emerson Fittipaldi                                                          | 1989                                                                        | Emerson Fittipaldi                                                          |                                                                             |
| 1990      | Arie Luyendyk                                                               | 1990                                                                        | Al Unser Jr.                                                                |                                                                             |
| 1991      | Rick Mears                                                                  | 1991                                                                        | Michael Andretti                                                            |                                                                             |
| 1992      | Al Unser Jr.                                                                | 1992                                                                        | Bobby Rahal                                                                 |                                                                             |
| 1993      | Emerson Fittipaldi                                                          | 1993                                                                        | Nigel Mansell                                                               |                                                                             |
| 1994      | Al Unser Jr.                                                                | 1994                                                                        | Al Unser Jr.                                                                |                                                                             |
| 1995      | Jacques Villeneuve                                                          | 1995                                                                        | Jacques Villeneuve                                                          |                                                                             |
| 1996      | Buzz Calkins Scott Sharp                                                    | 1996                                                                        | Jimmy Vasser                                                                |                                                                             |
| 1996–97   | Tony Stewart                                                                | 1997                                                                        | Alex Zanardi                                                                |                                                                             |
| 1998      | Kenny Bräck                                                                 | 1998                                                                        | Alex Zanardi                                                                |                                                                             |
| 1999      | Greg Ray                                                                    | 1999                                                                        | Juan Pablo Montoya                                                          |                                                                             |
| 2000      | Buddy Lazier                                                                | 2000                                                                        | Gil de Ferran                                                               |                                                                             |
| 2001      | Sam Hornish Jr.                                                             | 2001                                                                        | Gil de Ferran                                                               |                                                                             |
| 2002      | Sam Hornish Jr.                                                             | 2002                                                                        | Cristiano da Matta                                                          |                                                                             |
| 2003      | Scott Dixon                                                                 | 2003                                                                        | Paul Tracy                                                                  |                                                                             |
| 2004      | Tony Kanaan                                                                 | 2004                                                                        | Sébastien Bourdais                                                          |                                                                             |
| 2005      | Dan Wheldon                                                                 | 2005                                                                        | Sébastien Bourdais                                                          |                                                                             |
| 2006      | Sam Hornish Jr.                                                             | 2006                                                                        | Sébastien Bourdais                                                          |                                                                             |
| 2007      | Dario Franchitti                                                            | 2007                                                                        | Sébastien Bourdais                                                          |                                                                             |
| 2008      | Scott Dixon                                                                 | Scott Dixon                                                                 | Scott Dixon                                                                 |                                                                             |
| 2009      | Dario Franchitti                                                            | Dario Franchitti                                                            | Dario Franchitti                                                            |                                                                             |
| 2010      | Dario Franchitti                                                            | Dario Franchitti                                                            | Dario Franchitti                                                            |                                                                             |
| 2011      | Dario Franchitti                                                            | Dario Franchitti                                                            | Dario Franchitti                                                            |                                                                             |
| 2012      | Ryan Hunter-Reay                                                            | Ryan Hunter-Reay                                                            | Ryan Hunter-Reay                                                            |                                                                             |
| 2013      | Scott Dixon                                                                 | Scott Dixon                                                                 | Scott Dixon                                                                 |                                                                             |
| 2014      | Will Power                                                                  | Will Power                                                                  | Will Power                                                                  |                                                                             |
| 2015      | Scott Dixon                                                                 | Scott Dixon                                                                 | Scott Dixon                                                                 |                                                                             |
| 2016      | Simon Pagenaud                                                              | Simon Pagenaud                                                              | Simon Pagenaud                                                              |                                                                             |
| 2017      | Josef Newgarden                                                             | Josef Newgarden                                                             | Josef Newgarden                                                             |                                                                             |
| 2018      | Scott Dixon                                                                 | Scott Dixon                                                                 | Scott Dixon                                                                 |                                                                             |
| 2019      | Josef Newgarden                                                             | Josef Newgarden                                                             | Josef Newgarden                                                             |                                                                             |
| 2020      | Scott Dixon                                                                 | Scott Dixon                                                                 | Scott Dixon                                                                 |                                                                             |
| 2021      | Álex Palou                                                                  | Álex Palou                                                                  | Álex Palou                                                                  |                                                                             |
| 2022      | Will Power                                                                  | Will Power                                                                  | Will Power                                                                  |                                                                             |
| 2023      | Álex Palou                                                                  | Álex Palou                                                                  | Álex Palou                                                                  |                                                                             |
| 2024      | Álex Palou                                                                  | Álex Palou                                                                  | Álex Palou                                                                  |                                                                             |

### Par nationalité
| Pays             | AAA | USAC    | CART | IRL | Total     |
| ---------------- | --- | ------- | ---- | --- | --------- |
| États-Unis       | 32  | 25 (35) | 15   | 10  | 82 (92)   |
| Royaume-Uni      | 1   |         | 1    | 5   | 7         |
| Nouvelle-Zélande |     |         |      | 6   | 6         |
| France           |     |         | 4    | 1   | 5         |
| Brésil           |     | 0 (2)   | 4    | 1   | 5 (7)     |
| Espagne          |     |         |      | 3   | 3         |
| Canada           |     | 0 (1)   | 2    |     | 2 (3)     |
| Italie           |     |         | 2    |     | 2         |
| Australie        |     |         |      | 2   | 2         |
| Suisse           | 1   |         |      |     | 1         |
| Colombie         |     |         | 1    |     | 1         |
| Suède            |     |         |      | 1   | 1         |
| Pays-Bas         |     | 0 (1)   |      |     | 0 (1)     |
| Total            | 34  | 25 (39) | 29   | 29  | 117 (131) |

## Titres officieux pour les années non citées
| Année     | Arthur Means & Val Haresnape (travail de 1926 à 1927) | Russ Catlin (travail de 1951) | Motor Age (annuel)                                                          |
| --------- | ----------------------------------------------------- | ----------------------------- | --------------------------------------------------------------------------- |
| 1902      | —                                                     | Harry Harkness (en)           | —                                                                           |
| 1903      | —                                                     | Barney Oldfield               | —                                                                           |
| 1904      | —                                                     | George Heath                  | —                                                                           |
| 1906      | —                                                     | Joe Tracy                     | —                                                                           |
| 1907      | —                                                     | Eddie Bald                    | —                                                                           |
| 1908      | —                                                     | Lewis Strang                  | —                                                                           |
| 1909 (en) | Bert Dingley                                          | George Robertson              | Bert Dingley                                                                |
| 1910 (en) | Ray Harroun                                           | Ray Harroun                   | Ralph Mulford                                                               |
| 1911 (en) | Ralph Mulford                                         | Ralph Mulford                 | Harvey Herrick                                                              |
| 1912      | Ralph DePalma                                         | Ralph DePalma                 | Ralph DePalma                                                               |
| 1913      | Earl Cooper                                           | Earl Cooper                   | Earl Cooper                                                                 |
| 1914      | Ralph DePalma                                         | Ralph DePalma                 | Ralph DePalma                                                               |
| 1915      | Earl Cooper                                           | Earl Cooper                   | Earl Cooper (routes) Gil Andersen (ovales) Eddie Rickenbacker (autodromes)  |
| 1917      | Earl Cooper                                           | Earl Cooper                   | Earl Cooper                                                                 |
| 1918      | Ralph Mulford                                         | Ralph Mulford                 | —                                                                           |
| 1919      | Howard Wilcox                                         | Howard Wilcox                 | Tommy Milton (routes) Eddie Hearne (ovales) Eddie Hearne (routes et ovales) |

(Nota Bene: Catlin donne également le français Victor Hémery pour l'année 1905)